# Club Atlético Argentino (Merlo)
El Club Atlético Argentino es un club de fútbol argentino, fundado el 30 de agosto de 1906. Tiene su sede en el partido de Merlo, perteneciente a la provincia de Buenos Aires. Actualmente participa en la Primera B, tercera división para los clubes directamente afiliados a la AFA.
Su recinto lleva el nombre de Estadio Juan Carlos Brieva y tiene una capacidad de aproximadamente 11 000 espectadores.

## Historia
El 30 de agosto de 1906, un grupo de vecinos de la Estación Merlo del Ferrocarril del Oeste, entre ellos Juan Carlos Brieva y el senador provincial Manuel de Arma, fundaron el Club Atlético Argentino, para desarrollar prácticas deportivas como el fútbol y el rugby. En el segundo quinquenio de la década del ´10, el club tuvo su campo de deportes entre las calles Rosas, Libertad, Juncal y Suipacha, donde no solo se practicaba fútbol sino otros deportes como tenis y críquet.
A fines de 1920 se mudó hacia un terreno donde solo se podía jugar al tenis y dos años después instaló su cancha entre las calles Avellaneda, Maipú, Colón y Chacabuco. Pero en 1925 la institución se mudó hacia Merlo Norte y trasladó la secretaría.
En 1933 el club firmó la escritura de compra del terreno donde construyó la actual sede social. En este predio se comenzó practicando básquet, ajedrez, bochas y se desarrolló una gran actividad social.
En 1976 se integró al club un predio de treinta hectáreas, propiedad de la peña El Bosque. En la década del `80 la entidad ya contaba con diez mil socios y un gran campo polideportivo, con pileta olímpica, canchas de tenis, fútbol, vóley, pista de atletismo, etc. En esta época se comenzó a practicar automovilismo dentro del club, ya que contaba con un circuito de carreras, en las que se disputaban carreras de TC del Oeste.
En 1978 el club se afilió a la AFA y comenzó a participar en la Primera D. Hizo las veces de local en el club Midland, hasta que se inauguró en 1980 el actual estadio, en un partido disputado frente a Defensa y Justicia.
En 1985 logró su primer título y ascenso a la Primera C. Esto fue por resultar ganador de la Zona A del torneo de Primera D con 41 puntos enfrentándose a Laferrere (ganador de la Zona B). Luego de caer derrotado en el primer partido por dos tantos contra uno, logró consagrarse campeón en su estadio superando a su rival por 2-0.  
En el 2001 se consagró como ganador del torneo Apertura de Primera C con 38 unidades (7 de diferencia sobre el 2° Colegiales) a la expectativa de repetir en el Clausura 2002 y lograr el ascenso directo a la Primera B. Sin embargo finalizó el Clausura en la 3.ª posición con 30 unidades. Todo se definió por un torneo Decagonal de eliminación directa en el que Argentino de Merlo y Laferrere (ganador del Clausura 2002) tenían como única ventaja sumarse directamente en las semifinales. 
Así fue que Argentino de Merlo cayó derrotado por Colegiales tanto en la ida como en la vuelta de la semifinal por un marcador global de 3-0. A pesar de haber sido el mejor equipo de toda la temporada 2001/02 de la Primera C al finalizar en la 1ª posición de la tabla general con 68 unidades, la "academia del Oeste" no pudo conseguir lo que hubiese sido el ascenso.
Al año siguiente, en 2003, ganó el torneo reducido, hecho que lo habilitó a jugar la promoción contra un equipo de la Primera B para definir su ascenso a dicha categoría o su permanencia en la Primera C. El rival a enfrentar en esta instancia fue Atlanta, (equipo tradicional del fútbol Argentino de numerosas temporadas en Primera División). Se jugó a doble partido ida y vuelta. Los de Villa Crespo triunfaron en Merlo Norte por 2-1, y el marcador finalizó 0-0 en el partido de vuelta en Villa Crespo, lo que le permitió a Atlanta mantener su lugar en la Primera B. Este es quizá uno de los partidos más importantes en su historia que ha disputado hasta hoy la entidad de Merlo Norte.
El 5 de julio de 2017 descendió a la Primera D tras perder el desempate contra Defensores de Cambaceres por 1-0, disputado en el estadio de Deportivo Morón.
En el campeonato de Primera D 2019 se consagra campeón a falta de 4 fechas para termina el torneo, logando el ascenso a la Primera C.

### Ascenso a Primera B Metropolitana
En la segunda mitad de 2022, se corona campeón de la Primera C, lo que le permitió entrar directamente a semifinales del campeonato reducido en búsqueda del ascenso a la Primera B Metropolitana.
El 19 de noviembre de 2022 logró el ascenso a la "Primera B" luego de superar por penales a Ferrocarril Midland por 6 a 5. Se jugó una final con partido de ida y vuelta. El 13 de noviembre ganó Midland por 1 a 0 en la ida. En la vuelta, la semana siguiente, Argentino de Merlo logró el mismo resultado y en la tanda de penales el equipo logró coronarse obteniendo el tan ansiado ascenso a la tercera categoría del fútbol argentino.

## Uniforme
| Período       | Proveedor     |
| ------------- | ------------- |
| 1978-1984     | Adidas        |
| 1985-1991     | Helueni Sport |
| 1991-1995     | Belli Sport   |
| 1995-1997     | Sportlandia   |
| 1997-1999     | Belli Sport   |
| 1999-2001     | Sport 2000    |
| 2001-2003     | Mebal         |
| 2003-2008     | Reusch        |
| 2008-2009     | Axel Sports   |
| 2010          | Erreà         |
| 2011-2016     | Dana          |
| 2016-2018     | Reusch        |
| 2018-2019     | Vi Sports     |
| 2019-2021     | Gioco         |
| 2022          | Fanáticos     |
| 2023–presente | Dimona        |

| Período       | Patrocinador                                                    |
| ------------- | --------------------------------------------------------------- |
| 1983-1984     | Afinación Carlitos                                              |
| 1985-1991     | Galarraga Seguros                                               |
| 1991-1993     | Victor Beggese                                                  |
| 1993-1995     | TPO TV por Cable                                                |
| 1995-1997     | Sportlandia                                                     |
| 1997-1999     | El Italo                                                        |
| 1999-2001     | New Cream                                                       |
| 2001-2003     | Carnes Camfa                                                    |
| 2003-2004     | Bingo Oro Merlo                                                 |
| 2004-2015     | Bingo Merlo                                                     |
| 2015-2016     | Sabri                                                           |
| 2016–2017     | Secco                                                           |
| 2017-2019     | Sabri                                                           |
| 2019–2021     | SEOCA Ledesma Conducción/Sabri                                  |
| 2022          | SEOCA Ledesma Conducción/Monzione Automotores/El Súper Hormigón |
| 2023–presente | Solo Deportes                                                   |

## Estadio
El club tuvo cuatro estadios distintos a lo largo de su historia. Los primeros dos se encontraban en Merlo Sur: una de las canchas la tuvo desde el año 1915 hasta el año 1920 mientras que la segunda la consiguió en 1922 y la mantuvo hasta 1925. Fue en ese año que se movió definitivamente a Merlo Norte, cuando pasó a tener un estadio en esa ubicación del municipio que tuvo hasta 1976. Finalmente, en el año 1980 inaugura su actual estadio que lleva como nombre «Estadio Juan Carlos Brieva», en honor a un histórico dirigente de la institución, aunque el mismo no es oficial.
El Estadio se encuentra ubicado en la intersección de las calles Antezana y Pergamino, Merlo Norte. Cuenta con una capacidad para 11.000 espectadores, divididos en cuatro tribunas. En la actualidad solo se utilizan tres de ellas: una popular y una platea donde se ubica el público local así como medios de prensa en esta última y otra popular para el puñado de allegados del equipo visitante que se acerca en cada partido que la institución disputa como local.

## Clásico y rivalidades

### Clásico de Merlo
Su clásico rival es Deportivo Merlo con el que disputa el denominado Clásico de Merlo.

### Clásico con Ferrocarril Midland
El clásico que disputa Argentino con Midland. Este duelo reúne 31 partidos.

#### Historial
Último partido: 19 de noviembre de 2022.
Argentino 1-0 Midland.
| Partidos jugados | Ganados por Argentino | Empates | Ganados por Midland | Goles de Argentino | Goles de Midland |
| ---------------- | --------------------- | ------- | ------------------- | ------------------ | ---------------- |
| 31               | 10                    | 10      | 11                  | 33                 | 34               |

### Rivalidades
Otro equipo con el que tiene rivalidad es el Club Atlético Ituzaingó.

## Datos del club

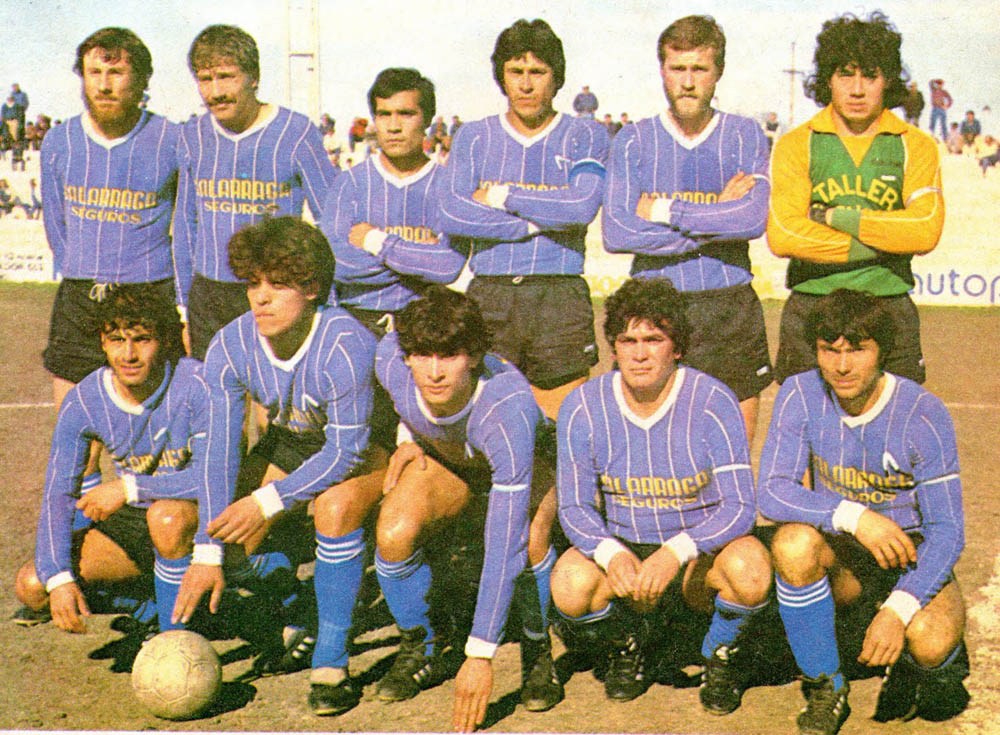
Club Atlético Argentino (Merlo) en 1985.

### Trayectoria
Actualizado hasta la temporada 2025 inclusive.
Total de temporadas en AFA: 51.
 Aclaración: Las temporadas no siempre son equivalentes a los años. Se registran cuatro temporadas cortas: 1986, 2014, 2016 y 2020.

- Temporadas en Primera División: 0
- Temporadas en Segunda División: 0
- Temporadas en Tercera División: 4
  - en Primera B Metropolitana: 3 (2023-presente)
  - en Primera C: 1 (1986)
- Temporadas en Cuarta División: 41
  - en Primera C: 33 (1986/87-1987/88, 1990/91-1996/97, 1999/00-2016/17 y 2019/20-2022)
  - en Primera D: 8 (1978-1985)
- Temporadas en Quinta División: 6
  - en Primera D: 6 (1988/89-1989/90, 1997/98-1998/99 y 2017/18-2018/19)

### Goleadas

#### A favor
- En Primera D: 7-1 a Atlas en 1980.
- En Primera D: 8-3 a Deportivo Laferrere en 1980.
- En Primera D: 6-1 a Defensores de Almagro 1980.
- En Primera D: 6-2 a Deportivo Laferrere en 1978

#### En contra
- En Primera D: 2-10 contra Puerto Nuevo en 1979.
- En Primera D: 0-6 contra Ferrocarril Midland en 1979.
- En Primera D: 0-5 contra San Miguel en 1979.
- En Primera D: 0-5 contra Pilar en 1979.

## Palmarés

### Torneos nacionales
- Primera C (1): 2022[8]
- Primera D (3): 1985,[17] 1998/99 y 2018/19

### Otros logros
- Ascenso a Primera C por Torneo Reducido (1): 1989-90.
- Ganador del Torneo Clausura de la Primera C 2022